# 実利論
実利論（じつりろん）またはアルタシャーストラ（サンスクリット語 अर्थशास्त्र Arthaśāstra）とは、古代インドにおいて政治や経済などをまとめた政治論書である。紀元前5世紀ごろから多く著されたが、マガダ国マウリヤ朝のチャンドラグプタに仕えた宰相カウティリヤの作とされる『カウティリヤ実利論』がもっとも知られている。

## 成立
代表的な実利論文献である『カウティリヤ実利論』は、マガダ国マウリヤ朝の宰相カウティリヤによって紀元前4世紀頃に著されたとされるが、史実に沿うか否かを立証する十分な史料はない。本書を研究したカングレーは、後世に成立したという学説に対して批判を加えているが、実際に著作者がカウティリヤであるということを実証することは難しく、論者によって議論が分かれる。

## 内容
『マヌ法典』に代表されるダルマ・シャーストラが法の秩序によって統治することを論じたのに対し、アルタ・シャーストラは国の統治者が実利（国益）を追求するべきであると説いている。実利論の内容は2世紀から3世紀の間に現代に残されている形に整えられたとされ、君主に必要とされる学問や教育（帝王学）、行政官の義務について、国家の構成要素や国家秩序を維持するために必要となる司法や官吏の服務規程、外交政策、軍事など、理想とされる国家がどのようなものかについてが全15巻によって記されている。その実効性や法的効力については疑問視される面もあるが、マウリヤ朝時代の古代インドにおける政治や経済、社会、文化などを研究する上での極めて重要な資料とされている。

## 日本語訳
- 『カウティリヤ 実利論』上村勝彦訳（岩波文庫 上下、1984年、復刊1998年・2013年、2024年）NDLJP:11928788 / NDLJP:11928447

### 日本語研究
- 笠井亮平『インドの最強の戦略書「実利論」』（文春新書、2025年）